# 범어사 권왕문 책판
범어사 권왕문 책판(梵魚寺 勸往文 冊版, 언문판)은 부산광역시 금정구 범어사에 있는 권왕문 책판이다. 1999년 9월 3일 부산광역시의 유형문화재 제30호 권왕문책판(언문판)로 지정되다가, 2014년 10월 1일 범어사 권왕문 책판(梵魚寺 勸往文 冊版, 언문판)으로 문화재 명칭이 변경되었다.

## 개요
이 책은 조선 후기 건봉사의 축전(竺典)이 엮은 한글로 된 불교가사를 모아놓은 것으로, 「권왕가」, 「자책가」, 「서왕가」 등 3편이 수록되어 있다. 내용은 대체로 몽매한 중생들을 깨우쳐 불심을 일으키고자 하는 내용이다. 「권왕가」는 서방정토에 왕생하는 방법을, 「자책가」는 불법을 모르고 덧없이 세월을 보낸 것을 자책하는 내용을, 「서왕가」는 출가수도하여 서방정토에 왕생할 뜻을 나타내고 있다. 
이 책판의 판수는 모두 22판이나 7, 8판이 소실되고 현재 20판이 남아있으며, 책은 1권 1책으로 구성되어 있다. 간행기록에 의하면 1908년 음력 7월에 처음 경남 금정산의 범어사에서 처음으로 간행하였다고 한다.

## 참고 문헌
- 권왕문책판(언문판) - 국가유산청 국가유산포털